# Citeró (mitologia)
|  | Pel que fa a la muntanya vegeu Citeró |

Citeró (en grec antic Κιθαιρών), va ser, segons la mitologia grega, un rei de Platea que va donar nom a la muntanya de Citeró.
Va ser el predecessor d'Asop (epònim del riu Asop), en el tron de la ciutat. Es deia que durant el seu regnat hi havia hagut una baralla entre Zeus i Hera perquè ella no volia acceptar els requeriments del déu. Hera va fugir a Eubea i Zeus es va refugiar a Platea, a la cort de Citeró. El rei, que era savi, va imaginar un recurs per resoldre la situació. Va aconsellar a Zeus que fabriqués una estàtua femenina, l'emboliqués amb un mantell i la col·loqués en un carro estirat per bous. En veure Hera el carro menat pel seu marit amb aquell equipatge, va voler saber què passava. Li van dir que Zeus havia raptat Platea, la filla d'Asop, perquè s'hi volia casar. Aquest era el rumor que havia fet córrer Citeró. Hera, enfurismada, s'hi va acostar i va estirar el mantell. De sota només en va sortir una estàtua de fusta, la deessa va posar-se a riure i els déus es van reconciliar. A Platea se celebrava cada any la festa del casament de Zeus i Hera.
Un altre Citeró es relaciona amb Tisífone, una de les Erínnies. Aquesta el sol·licità, perquè era molt bell, però Citeró la va rebutjar. Aleshores Tisífone va transformar un dels seus cabells en una serp que el va picar, i va morir de forma instantània. Va donar el nom a la muntanya de Citeró.
També es deia que Citeró i Helicó eren dos germans. Helicó era amable i dolç, i Citeró cruel i violent. Citeró va acabar matant el seu pare i el seu germà llançant-los des de dalt d'una roca. Llavors es van anomenar Citeró i Helicó dues muntanyes veïnes, la primera en record de l'heroi violent, va ser la seu de les Erínnies, i l'altra, en homenatge a l'heroi benèvol, era la residència de les muses.